# Жамбылский сельский округ (Меркенский район)
Жамбылский  сельский округ — административно-территориальное образование в Меркенском районе Жамбылской области.

## Население
Население — 9688 человек (2009; 9735 в 1999).

## История
Округ образован в 1939 году как Меркенский сельский совет узбеков. В 1972 году округ был переименован в Джамбульский сельский округ. В 1998-2001 годах в состав округа входила Актоганский сельский округ.
Прежнее название аула Талдыбулак — Джамбул.

## Административное устройство
1. село Жамбыл
2. село Плодовоягодное
3. уч. Талдыбулак (уч. клх. им. Джамбула)
4. аул Турлыбай Батыр (Красная Заря)